# Galearctus rapanus
Galearctus rapanus is een tienpotigensoort uit de familie van de Scyllaridae. De wetenschappelijke naam van de soort is voor het eerst geldig gepubliceerd in 1993 door Holthuis.